# Roman Seer
Roman Seer (* 16. Juli 1960 in Detmold) ist ein deutscher Rechtswissenschaftler und Steuerrechtler. Er ist Vertreter der Kölner Steuerrechtsschule (der 3. Generation).

## Leben
Roman Seer absolvierte eine Ausbildung in der Finanzverwaltung Nordrhein-Westfalen zum Diplom-Finanzwirt (FH) und arbeitete in mittelständischen Wirtschaftsprüfungs- und Rechtsanwaltssozietäten. Nach dem Zweiten Juristischen Staatsexamen war er wissenschaftlicher Assistent am Institut für Steuerrecht der Universität zu Köln (Leiter Joachim Lang), wo er promoviert wurde.
1996 habilitierte sich Seer mit dem Thema „Verständigungen in Steuerverfahren“. Im Oktober 1996 berief ihn die Ruhr-Universität Bochum als Nachfolger von Heinrich Wilhelm Kruse auf den Lehrstuhl für Steuerrecht. Nach einem längeren Forschungsaufenthalt in den USA (2001) nahm er 2007 eine Gastprofessur „European Taxation“ an der Law School der St. Louis University wahr.
Von Oktober 2004 bis Oktober 2006 war Seer Dekan der Juristischen Fakultät der Ruhr-Universität Bochum. Im September 2006 wurde er (als Nachfolger von Paul Kirchhof) zum Vorsitzenden der Deutschen Steuerjuristischen Gesellschaft gewählt. Seit 2006 ist Seer einer der beiden deutschen Vertreter im wissenschaftlichen Beirat des Academic Committee (EATLP). Zudem ist er Vorsitzender Prüfer im Ersten Juristischen Staatsexamen am Landesjustizprüfungsamt des Oberlandesgerichts Hamm.
Seit 1999 ist Seer Kommentator im Bonner Kommentar zum Grundgesetz. Seit 2015 ist er Mitherausgeber von Steuer und Wirtschaft.
Im September 2019 gehörte er zu den etwa 100 Staatsrechtslehrern, die sich mit dem offenen Aufruf zum Wahlrecht Verkleinert den Bundestag! an den Deutschen Bundestag wandten.

## Auszeichnungen
- 1992: Albert-Hensel-Preis der Deutschen Steuerjuristischen Gesellschaft (für die Dissertation)